# Collegio uninominale Sicilia 2 - 04 (2017)
Il collegio elettorale uninominale Sicilia 2 - 04 è stato un collegio elettorale uninominale della Repubblica Italiana per l'elezione della Camera dei deputati tra il 2017 e il 2022.

## Territorio
Come previsto dalla legge elettorale italiana del 2017, il collegio era stato definito tramite decreto legislativo all'interno della circoscrizione Sicilia 2.
Era formato dal territorio di 24 comuni: Aci Bonaccorsi, Aci Catena, Aci Sant'Antonio, Acireale, Bronte, Calatabiano, Castiglione di Sicilia, Fiumefreddo di Sicilia, Giarre, Linguaglossa, Maletto, Maniace, Mascali, Milo, Nicolosi, Pedara, Piedimonte Etneo, Randazzo, Riposto, Santa Venerina, Sant'Alfio, Trecastagni, Viagrande e Zafferana Etnea.
Il collegio era quindi interamente compreso nella città metropolitana di Catania.
Il collegio era parte del collegio plurinominale Sicilia 2 - 02.

## Eletti
| Elezione | Elezione | Deputato      | Partito            |
| -------- | -------- | ------------- | ------------------ |
|          | 2018     | Giulia Grillo | Movimento 5 Stelle |

## Dati elettorali

### XVIII legislatura
Come previsto dalla legge elettorale, 232 deputati erano eletti con sistema a maggioranza relativa in altrettanti collegi uninominali a turno unico.
| Candidati              | Candidati                   | Voti    | %     | Liste                                | Voti    | %     |
| ---------------------- | --------------------------- | ------- | ----- | ------------------------------------ | ------- | ----- |
|                        | Giulia Grillo ✔️ Eletto     | 69 001  | 46,28 | Movimento 5 Stelle                   | 69 001  | 46,28 |
|                        | Basilio Catanoso            | 52 750  | 35,38 | Forza Italia                         | 37 729  | 25,31 |
| Lega                   | Basilio Catanoso            | 52 750  | 35,38 | 7 573                                | 5,08    |       |
| Fratelli d'Italia      | Basilio Catanoso            | 52 750  | 35,38 | 5 815                                | 3,90    |       |
| Noi con l'Italia - UDC | Basilio Catanoso            | 52 750  | 35,38 | 1 633                                | 1,10    |       |
|                        | Nicola D'Agostino           | 18 771  | 12,59 | Partito Democratico                  | 15 835  | 10,62 |
| +Europa                | Nicola D'Agostino           | 18 771  | 12,59 | 1 517                                | 1,02    |       |
| Italia Europa Insieme  | Nicola D'Agostino           | 18 771  | 12,59 | 768                                  | 0,52    |       |
| Civica Popolare        | Nicola D'Agostino           | 18 771  | 12,59 | 651                                  | 0,44    |       |
|                        | Matilde Riccioli            | 3 493   | 2,34  | Liberi e Uguali                      | 3 493   | 2,34  |
|                        | Francesco Strano            | 1 130   | 0,76  | Potere al Popolo!                    | 1 130   | 0,76  |
|                        | Massimo Adonia              | 1 065   | 0,71  | CasaPound                            | 1 065   | 0,71  |
|                        | Alfio Raciti                | 1 043   | 0,70  | Il Popolo della Famiglia             | 1 043   | 0,70  |
|                        | Mario Carmelo Settineri     | 813     | 0,55  | Italia agli Italiani                 | 813     | 0,55  |
|                        | Orazio Patrizio Felice Calì | 518     | 0,35  | Partito Comunista                    | 518     | 0,35  |
|                        | Erasmo Vecchio              | 296     | 0,20  | Lista del Popolo per la Costituzione | 296     | 0,20  |
|                        | Lucio Giorgio Caccamo       | 210     | 0,14  | Partito Valore Umano                 | 210     | 0,14  |
| Totale                 | Totale                      | 149 090 | 100   |                                      | 149 090 | 100   |
|                        |                             |         |       |                                      |         |       |
| Voti non validi        | Voti non validi             | 6 489   | 4,17  |                                      |         |       |
| Votanti                | Votanti                     | 155 579 | 67,68 |                                      |         |       |
| Elettori               | Elettori                    | 229 873 |       |                                      |         |       |